# Sobiemyśl

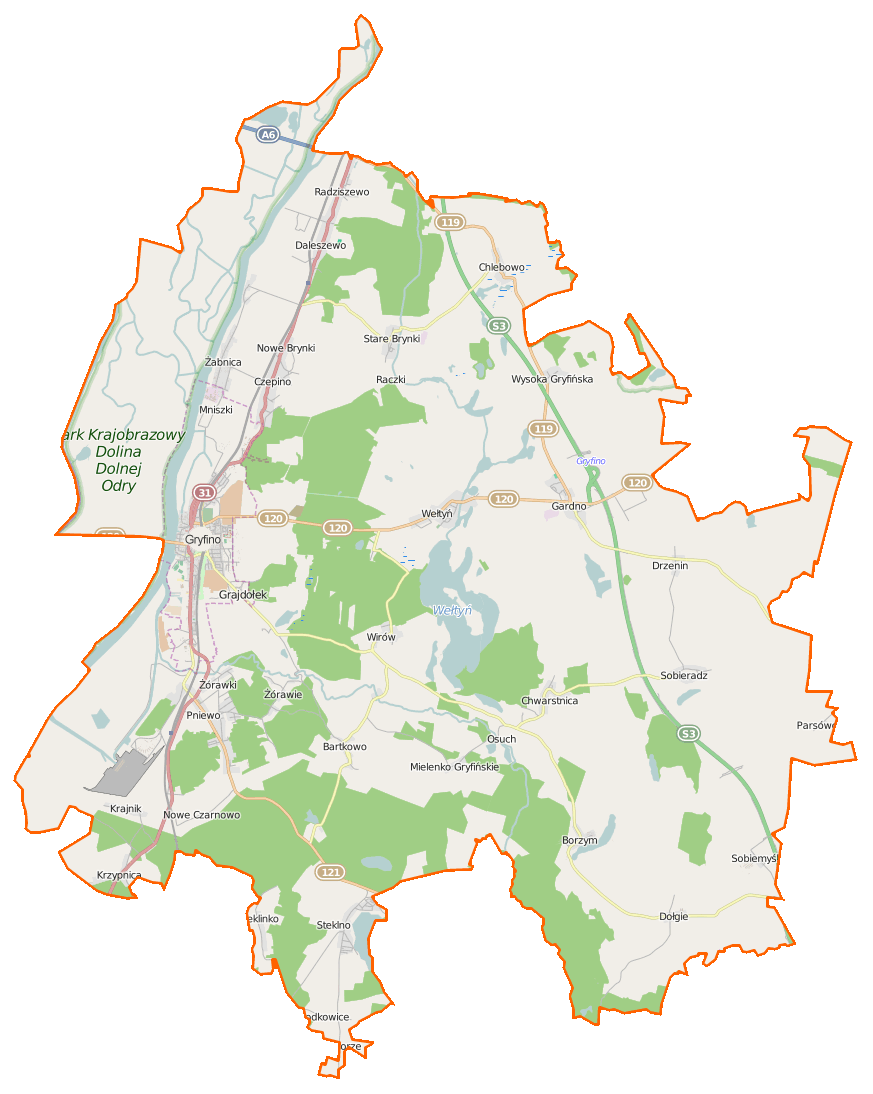
Gmina Gryfino, Sobiemyśl liegt am südöstlichen Rand

Sobiemyśl (deutsch Frankenberg) ist ein Dorf in der Gmina Gryfino im Powiat Gryfiński (Landkreis Greifenhagen) im Südwesten der polnischen Woiwodschaft Westpommern im Nordwesten Polens, nahe der deutschen Grenze.
Vor 1945 gehörte das Gebiet zu Deutschland. Nach dem Zweiten Weltkrieg wurde die Region unter polnische Verwaltung gestellt und nach dem Potsdamer Abkommen die einheimische deutsche Bevölkerung vertrieben und durch Polen ersetzt, die aus den von der Sowjetunion annektierten Gebieten Polens vertrieben wurden.
Am 15. März 1991 trat der Zwei-plus-Vier-Vertrag in Kraft mit welchem die faktische Zugehörigkeit Sobiemyśls zu Polen auch völkerrechtlich bestätigt wurde.
Im Osten von Sobiemyśl verläuft die Droga ekspresowa S3 (dt.: Schnellstraße S3).